# 2-й Троицкий переулок
Второ́й Тро́ицкий переу́лок — улица в центре Москвы в Мещанском районе Центрального административного округа между Троицкой улицей и 1-м Троицким переулком. В переулке находится Храм Троицы Живоначальной в Троицкой слободе, на территории которого расположено Московское подворье Свято-Троицкой Сергиевой лавры.

## История
Название переулка, как и Троицкой улицы, дано по храму Живоначальной Троицы, что в Троицкой слободе, который известен с XVII века. Троицкая слобода находилась с XVII века на землях, принадлежавших Троице-Сергиеву монастырю.

## Расположение
2-й Троицкий переулок начинается от Троицкой улицы, проходит на север, затем поворачивает на запад и оканчивается у храма Московского подворья на 1-м Троицком переулке.

## Здания, учреждения и организации
- Дом 4 — Посольство Венесуэлы в России;
- Дом 6А, строение 3 — шестиэтажный дом-подкова постройки 1935 года в стиле конструктивизма. Здесь находится региональная общественная организация Салюс. В рамках гражданской инициативы «Последний адрес» в мае 2017 года на доме установлены мемориальные знаки с именами сотрудников Коминтерна Игнатия Антоновича Рыльского-Любенецкого и его жены Лидии Григорьевны Волынской-Рыльской[1], расстрелянных в годы сталинских репрессий. По сведениям правозащитного общества «Мемориал», в годы террора были расстреляны не менее 11-ти жильцов этого дома[2]. Число погибших в лагерях ГУЛАГа не установлено.
- Дом 6А, строение 9 — издательство Московского подворья Свято-Троицкой Сергиевой лавры; церковная лавка Троицкая книга; Синодальный отдел по монастырям и монашеству
- Дом 8/10 — Храм Троицы Живоначальной в Троицком подворье; Московское подворье Свято-Троицкой Сергиевой лавры.